# دمیترو چیگرینسک
دمیترو چیگرینسک (اوکراینی: Дмитро Анатолійович Чигринський؛ زادهٔ ۷ نوامبر ۱۹۸۶) یک بازیکن فوتبال اهل اوکراین است.
وی همچنین در تیم ملی فوتبال اوکراین بازی کرده‌است.